# Переладино
Переладино — гідрологічний заказник місцевого значення. Розташований у лісовому масиві на захід від с. Житиники Мурованокуриловецької громади Могилів-Подільського району Вінницької області (Мурованокуриловецьке лісництво кв. 13, 14). Оголошений відповідно до рішення облвиконкому № 384 від 28.03.1983 р.
За фізико-географічним районуванням України належить до Могилівсько-Придністровського району Придністровсько-Подільської області Дністровсько-Дніпровської лісостепової провінції Лісостепової зони. Це розчленована глибокими долинами лесова височина з сірими опідзоленими ґрунтами. З геоморфологічної точки зору територія являє собою підвищену розчленовану лесову рівнину прильодовикової області.
Клімат помірно континентальний з тривалим, нежарким літом і порівняно недовгою, м'якою зимою. Середня температура січня становить -5,5°… -5°С, липня +20°…+ 19,5°С. Річна кількість опадів складає 500—525 мм.
За геоботанічним районуванням України заказник належить до Європейської широколистяної області Подільсько-Бесарабської провінції Вінницького (Центральноподільського) округу.
Заказник розташоваий на глибокому розчленованому схилі плакора, де близько до поверхні залягають неогенові вапняки. Тут зростають грабові діброви на схилах висотою до 150 м. До їх складу входять звичайні подільські деревні породи: дуб звичайний, граб, ясен високий, в'яз листовий, явір, черешня пташина. Підлісок не виражений, поодиноко зустрічаються бересклет європейський і бородавчатий, гордовина, свидина криваво-червона. 
В трав'яному покриві добре виражене ядро субсередземноморських неморальних видів: осока парвська, молочай мигдалолистий, перлівка одноцвіта, медунка м'яка, хвощ великий. Зростає низка видів, занесених до Червоної книги України: лілія лісова, гніздівка звичайна, коручка темно-червона і чемерниковидна.
Але особливу цінність на даній території являють собою мінеральні джерела «Регіна» та деякі інші, що дають початок р. Батіг — лівій притоці р. Дністер.